# Tillandsia calcicola
Tillandsia calcicola är en gräsväxtart som beskrevs av Lyman Bradford Smith och George Richardson Proctor. Tillandsia calcicola ingår i släktet Tillandsia och familjen Bromeliaceae. Inga underarter finns listade i Catalogue of Life.